# 데 케 테 키에로, 테 키에로
《데 케 테 키에로, 테 키에로》(스페인어: De que te quiero, te quiero)은 2013년 방영된 멕시코의 텔레노벨라이다.